# Щулепниковы
Щулепниковы — древний русский дворянский род.
Род записан в VI часть дворянской родословной книги Костромской губернии. Есть ещё дворянский род Щулепниковых более позднего происхождения.
Однородцами являются дворянские рода: Змиевы, Козловы (потомство Льва), Беклемишевы.

## Происхождение и история рода
По официальной версии, происходят от выехавшего к великому князю Василию Дмитриевичу, из Немец Прусской земли, «мужа честна», именем Лев Иванович (1393). Его потомок Щулеп Григорий Беклемишев (VII колено) является родоначальником рода и по своему прозванию дал фамилию.
Потомки его были жалованы поместьями (1629).

## Описание герба
Щит разделён на четыре части, из них в первой части, в голубом поле, видны выходящие из облака две руки, между собою соединённые. Во второй части, в серебряном поле, означена шпага, вонзённая диагонально в землю. В третьей части, в серебряном поле, плывущий по морю корабль с парусами. В четвёртой части, в голубом поле, поставлен на земле золотой столп с сидящей на его вершине птицей.
На щите дворянский коронованный шлем. Нашлемник: три страусовых пера. Намёт на щите голубой, подложенный серебром.

## Известные представители
- Александр Васильевич Щулепников (1796—1882) — адмирал, Кронштадтский комендант.
- Алексей Александрович Щулепников (1807—1882) — генерал-майор, владелец усадьбы  Архангельское-Тюриково; женат на Домнике Ивановне Щулепниковой († 1889), похоронены на кладбище Новодевичьего монастыря.
- Щулепников, Иван Васильевич (1861—1913) — член IV Государственной думы от Костромской губернии.
- Щулепников, Михаил Сергеевич (1778—1842) — генерал-аудитор, директор аудиторского департамента Морского министерства[2].
- Щулепников, Павел Васильевич (1863—?) — костромской губернский предводитель дворянства (1905—1908).
- Щулепников, Сергей Афанасьевич — русский офицер, депутат Солигаличский, дворянин[3].